# Dziki jest wiatr
Dziki jest wiatr (oryg. Wild Is the Wind) – amerykański film z 1957 roku w reżyserii George’a Cukora.

## Nagrody i nominacje
| Nagroda            | Berlinale                                 |
| ------------------ | ----------------------------------------- |
| Srebrny Niedźwiedź | wygrana: najlepsza aktorka – Anna Magnani |
| Złoty Niedźwiedź   | udział w konkursie głównym – George Cukor |

| Nagroda            | Wygrane                        | Nominacje |
| ------------------ | ------------------------------ | --- |
| Oscar              | –                              | najlepszy aktor pierwszoplanowy Anthony Quinn, najlepsza aktorka pierwszoplanowa Anna Magnani, najlepsza piosenka „Wild Is the Wind”, wyk. Johnny Mathis, muz. Dimitri Tiomkin, sł. Ned Washington |
| Złoty Glob         | –                              | najlepszy dramat Hal B. Wallis, najlepsza aktorka w dramacie Anna Magnani |
| David di Donatello | najlepsza aktorka Anna Magnani | – |

| Nagroda | Wygrana | Nominacja                                  |
| ------- | ------- | ------------------------------------------ |
| BAFTA   | –       | najlepsza aktorka zagraniczna Anna Magnani |